# Parigi-Bruxelles 2002
La Parigi-Bruxelles 2002, ottantaduesima edizione della corsa, si svolse il 14 settembre 2002 su un percorso di 266 km. Fu vinta dall'australiano Robbie McEwen della Lotto-Adecco davanti al tedesco Olaf Pollack e all'olandese Jans Koerts.

## Ordine d'arrivo (Top 10)
| Pos. | Corridore           | Squadra                 | Tempo    |
| ---- | ------------------- | ----------------------- | -------- |
| 1    | Robbie McEwen       | Lotto-Adecco            | 7h18'53" |
| 2    | Olaf Pollack        | Gerolsteiner            | s.t.     |
| 3    | Jans Koerts         | Domo-Farm Frites        | s.t.     |
| 4    | Danilo Hondo        | Team Telekom            | s.t.     |
| 5    | Baden Cooke         | FDJ                     | s.t.     |
| 6    | Peter Van Petegem   | Lotto-Adecco            | s.t.     |
| 7    | Lars Michaelsen     | Team Coast              | s.t.     |
| 8    | Saulius Ruskys      | Gerolsteiner            | s.t.     |
| 9    | Marius Sabaliauskas | Saeco                   | s.t.     |
| 10   | Michel Vanhaecke    | Landbouwkrediet-Colnago | s.t.     |